# Парре
Парре (итал. Parre) — коммуна в Италии, располагается в регионе Ломбардия, подчиняется административному центру Бергамо.
Население составляет 2704 человека, плотность населения составляет 123 чел./км². Занимает площадь 22 км². Почтовый индекс — 24020. Телефонный код — 035.
Покровителями населённого пункта считаются святые апостолы Пётр и Павел. Праздник ежегодно празднуется 29 июня.